# Window Peak
Der Window Peak ist ein Berg im Grand-Teton-Nationalpark im Westen des US-Bundesstaates Wyoming. Er hat eine Höhe von 3204 m und ist Teil der Teton Range in den Rocky Mountains. Er erhebt sich am westlichen Ende des Moran Canyon, ca. 10 km westlich des Jackson Lake. Der Cleaver Peak liegt wenige Kilometer südlich, der Raynolds Peak im Nordosten.

## Belege
1. ↑  Peakbagger: Window Peak. Abgerufen am 20. Februar 2021.
2. ↑  Geonames: Window Peak. Abgerufen am 20. Februar 2021.